# Селищанська сільська рада (Сокирянський район)
Селища́нська сільська́ ра́да — адміністративно-територіальна одиниця та орган місцевого самоврядування в Сокирянському районі Чернівецької області. Адміністративний центр — село Селище.

## Загальні відомості
- Населення ради: 1 560 осіб (станом на 2001 рік)

## Населені пункти
Сільській раді підпорядковані населені пункти:
- с. Селище

## Склад ради
Рада складається з 16 депутатів та голови.
- Голова ради: Новоженя Віталій Іванович
- Секретар ради: Чеслаш Вікторія Володимирівна

### Керівний склад попередніх скликань
| Прізвище, ім'я, по батькові   | Основні відомості                                                                     | Дата обрання | Дата звільнення |
| ----------------------------- | ------------------------------------------------------------------------------------- | ------------ | --------------- |
| Маринчин Анатолій Миколайович | Сільський голова, 1944 року народження, член Всеукраїнського об'єднання «Батьківщина» | 26.03.2006   | 31.10.2010      |
| Новоженя Віталій Іванович     | Сільський голова, 1983 року народження, освіта вища, безпартійний                     | 31.10.2010   |                 |

Примітка: таблиця складена за даними сайту Верховної Ради України

### Депутати
За результатами місцевих виборів 2010 року депутатами ради стали:

#### За суб'єктами висування
| Суб'єкт висування                                       | Кількість обраних депутатів | %    |
| ------------------------------------------------------- | --------------------------- | ---- |
| Самовисування                                           | 9                           | 56,3 |
| Політична партія Всеукраїнське об'єднання «Батьківщина» | 7                           | 43,8 |

#### За округами
| № округу                                                | Прізвище, ім'я, по батькові   | Дата визнання обраним | Освіта  | Партійна приналежність                        | Відомості про обраного депутата                                                                   |
| ------------------------------------------------------- | ----------------------------- | --------------------- | ------- | --------------------------------------------- | ------------------------------------------------------------------------------------------------- |
| Політична партія Всеукраїнське об'єднання «Батьківщина» |                               |                       |         |                                               |                                                                                                   |
| 5                                                       | Продан Марія Петрівна         | 08.11.2010            | вища    | член Всеукраїнського об'єднання «Батьківщина» | тимчасово не працює                                                                               |
| 7                                                       | Маринчина Людмила Семенівна   | 08.11.2010            | вища    | член Всеукраїнського об'єднання «Батьківщина» | Селищанська загальноосвітня школа, вчитель німецької мови                                         |
| 8                                                       | Харанда Світлана Олексіївна   | 08.11.2010            | середня | член Всеукраїнського об'єднання «Батьківщина» | Сокирянський територіальний центр по обслуговуванню одиноких непрацездатних, соціальний працівник |
| 9                                                       | Хапіцький Іван Якович         | 08.11.2010            | вища    | член Всеукраїнського об'єднання «Батьківщина» | Фермерське господарство"Світоч-2006", головний економіст                                          |
| 10                                                      | Чеслаш Вікторія Володимирівна | 08.11.2010            | вища    | член Всеукраїнського об'єднання «Батьківщина» | Селищанська загальноосвітня школа, вихователь групи продовженого дня                              |
| 11                                                      | Новоженя Ганна Василівна      | 08.11.2010            | вища    | член Всеукраїнського об'єднання «Батьківщина» | Селищанська сільська рада, секретар сільської ради                                                |
| 15                                                      | Крук Борис Олексійович        | 08.11.2010            | середня | член Всеукраїнського об'єднання «Батьківщина» | Селищанська сільська рада, спеціаліст з питань соціального захисту населення                      |
| Самовисування                                           |                               |                       |         |                                               |                                                                                                   |
| 1                                                       | Татарена Тетяна Володимирівна | 08.11.2010            | середня | позапартійна                                  | тимчасово не працює                                                                               |
| 2                                                       | Мельник Галина Іванівна       | 08.11.2010            | вища    | позапартійна                                  | Селищанська загальноосвітня школа, вчитель                                                        |
| 3                                                       | Якубенко Юлія Володимирівна   | 08.11.2010            | вища    | позапартійна                                  | Грубнянська сільська рада, головний бухгалтер                                                     |
| 4                                                       | Московчук Олеся Володимирівна | 08.11.2010            | вища    | позапартійна                                  | Селищанська сільська рада, головний бухгалтер                                                     |
| 6                                                       | Ткачищин Василь Іванович      | 08.11.2010            | вища    | позапартійний                                 | приватний підприємець                                                                             |
| 12                                                      | Ткач Ганна Ваксилівна         | 08.11.2010            | вища    | член Всеукраїнського об'єднання «Батьківщина» | приватний підприємець                                                                             |
| 13                                                      | Колібаба Оксана Володимирівна | 08.11.2010            | вища    | позапартійна                                  | Селищанська загальноосвітня школа, вчитель                                                        |
| 14                                                      | Світлий Іван Пилипович        | 08.11.2010            | вища    | позапартійний                                 | пенсіонер                                                                                         |
| 16                                                      | Боднар Світлана Петрівна      | 08.11.2010            | вища    | позапартійна                                  | Селищанський будинок культури, директор                                                           |